# Каилао
Каилао (тонг. kailao) — полинезийский ритуальный военный танец, распространённый на островах Тонга. Завезён на острова с близлежащего острова Увеа (Уоллис и Футуна) и близок самоанскому танцу аилао.
Танец, как правило, исполняется на государственных и частных церемониях. Во время его исполнения мужчины, держащие в руках стилизованные дубины (тонг. pate kailao), танцуют в воинственной манере, разыгрывая различные сцены сражений. Танец сопровождается музыкой, которую играют на щелевых барабанах или жестяных банках от керосина. В отличие от других тонганских танцев исполняется без сопровождения песен.
Танец также исполняется тонганской национальной командой по регби перед началом матча.

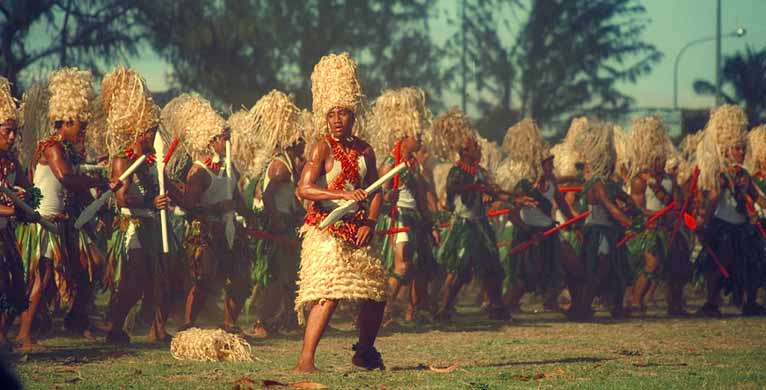
Ученики тонганского колледжа, исполняющие танце каилао в честь 70-летия короля.